# Alceo Galliera
Alceo Galliera (ur. 3 maja 1910 w Mediolanie, zm. 20 kwietnia 1996 w Brescii) – włoski dyrygent i kompozytor.

## Życiorys
Był synem Arnaldo Galliery (1871–1934), wykładowcy konserwatorium w Parmie, gdzie pod jego kierunkiem rozpoczął studia. Następnie uczył się gry na fortepianie i organach oraz kompozycji w konserwatorium w Mediolanie. Od 1932 roku był wykładowcą tej uczelni. Początkowo występował jako organista, debiutował jako dyrygent w 1941 roku w Rzymie. Podczas II wojny światowej przebywał na emigracji w Szwajcarii, po 1945 roku na nowo podjął działalność dyrygencką na festiwalu w Lucernie. Odbył liczne podróże koncertowe po Europie, obydwu Amerykach, Izraelu, Australii i Południowej Afryce. W latach 1950–1951 dyrygował Victorian Symphony Orchestra w Melbourne. Od 1957 do 1960 roku był dyrygentem Teatro Carlo Fenice w Genui. W latach 1964–1971 dyrygował orkiestrą filharmoniczną w Strasburgu. Dokonał licznych nagrań płytowych.
Skomponował m.in. Poema dell’ala i Scherzo-Tarantella na orkiestrę, Trio fortepianowe, utwory kameralne, pieśni, balet Le vergini savie e le vergini folli.